# Дома 1079 км
Дома 1079 км — починок в Малопургинском районе Удмуртской республики.

## География
Находится в южной части Удмуртии на расстоянии приблизительно 5 км на юго-запад по прямой от районного центра села Малая Пурга у железнодорожной линии Казань-Агрыз.

## История
Известен с 1955 года как Казарма 1079 км. Входил до 2021 года в состав Баграш-Бигринского сельского поселения.

## Население
Постоянных жителей было: 13 в 2002 году (удмурты 92 %), 21 в 2012.